# Laguna Escondida (Retalhuleu)
A  Laguna Escondida (Retalhuleu) é um lago localizado na Guatemala. Localiza-se no departamento de Retalhuleu, Município de Champerico.